# Casa Pere Romaní
La Casa Pere Romaní és un edifici del centre de Terrassa (Vallès Occidental) situat al carrer del Nord, protegit com a bé cultural d'interès local.

## Descripció

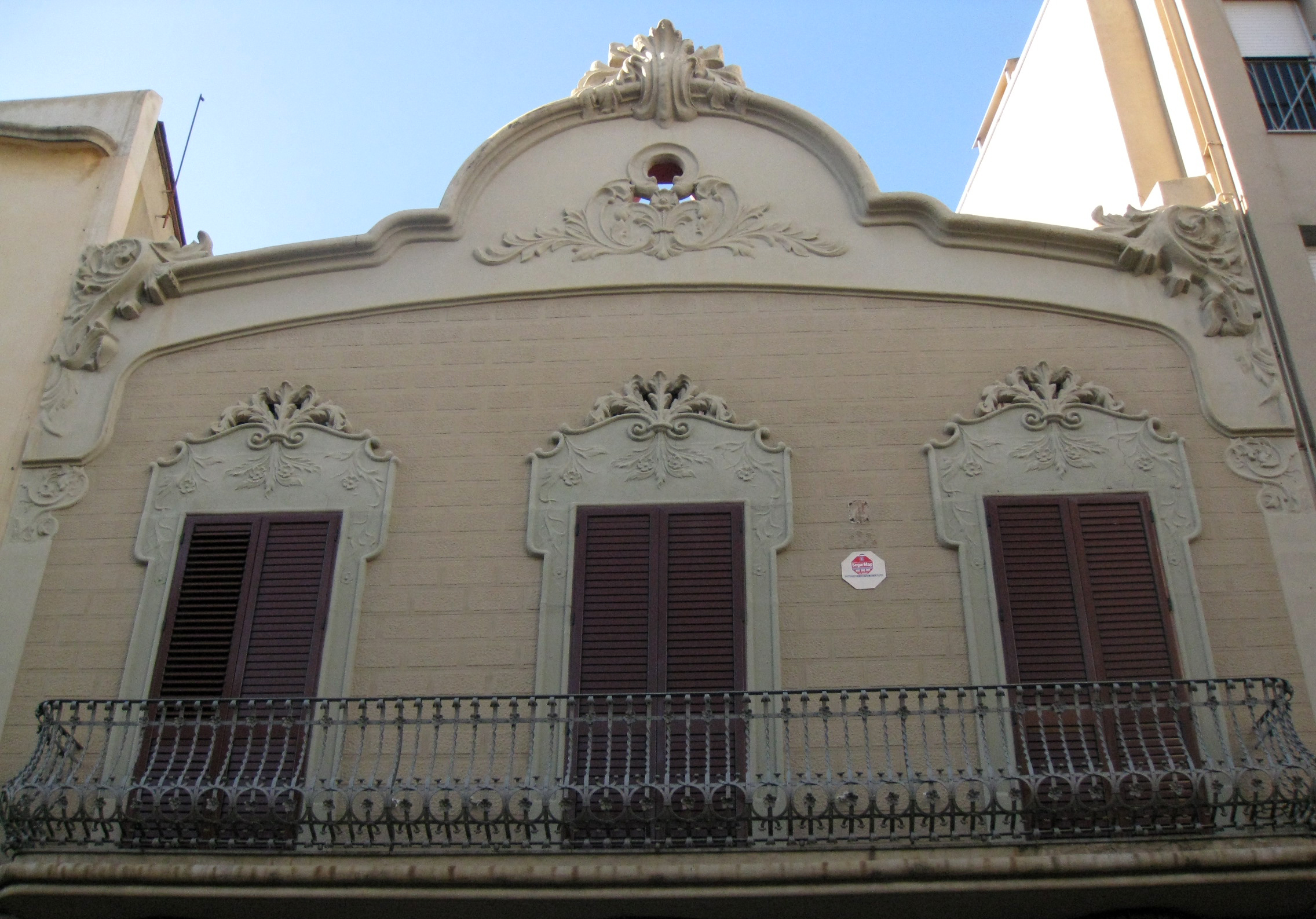
Detall del primer pis i de l'acabament de la façana en frontó

Es tracta d'un edifici entre mitgeres de planta baixa i pis, amb parets arrebossades imitant carreus de pedra. La façana és simètrica, amb tres obertures per planta, balconada de ferro al primer pis i exuberant decoració floral de tipus modernista als timpans de les llindes i als muntants. Presenta una marcada línia d'imposta entre les dues plantes, resseguint les mènsules de la balconada. Remata l'edifici una cornisa de pedra que al centre forma un frontó ondulat amb decoració floral. El llenguatge modernista és emprat també a les cases veïnes, cosa que dona un conjunt unitari força interessant.